# William Villiers-Stuart
William Villiers-Stuart (21 août 1804 - 7 novembre 1873) est un soldat britannique et membre du Parlement.

## Biographie
Né William Stuart, il est le deuxième fils d'Henry Stuart, troisième fils de John Stuart (1er marquis de Bute) de Castletown, comté de Kilkenny, en Irlande. Sa mère Gertrude Amelia, est la fille unique et héritière de George Mason-Villiers (2e comte Grandison), tandis que Lord Stuart de Decies est son frère aîné. En 1822, il prend sous licence royale le nom supplémentaire de Villiers.
Villiers-Stuart est capitaine dans les 12e lanciers. En 1835, il est élu au Parlement en tant que l'un des deux représentants du comté de Waterford, poste qu'il occupe jusqu'en 1847. Il est nommé haut shérif du comté de Kilkenny de 1848 à 1849.
Il épouse Catherine, fille de Michael Cock de Castletown, en 1833. Ils ont plusieurs enfants. Il meurt en novembre 1873 à l'âge de 69 ans. Sa femme lui survit six ans et meurt en septembre 1879.